# Emberiza socotrana
El escribano de Socotora (Emberiza socotrana) es una especie de ave paseriforme de la familia Emberizidae endémica de la isla de Socotora, Yemen.

## Distribución y hábitat
Se encuentra confinado en las zonas de matorral de los montes de la isla de Socotra, frente a las costas del cuerno de África, aunque pertenece a Yemen.